# Congreso Nacional del Pueblo (Maldivas)
El Congreso Nacional del Pueblo, (en divehi: ޕީޕަލްސް ނެޝެނަލް ކޮންގްރެސް) abreviado como PNC, es un partido político de Maldivas fundado en enero de 2019. La formación del partido fue encabezada por el expresidente Abdulla Yameen, quien había estado en disputa con el liderazgo del Partido Progresista de las Maldivas.
La PNC fue fundado con el apoyo de Yameen por el diputado de Abdul Raheem Abdulla, y también se le unió el diputado de Abdulla Khaleel. Poco después se convirtieron en presidente y vicepresidente del partido, respectivamente.

## Resultados electorales

### Elecciones presidenciales
| Elección | Candidato      | Compañero de fórmula    | Votos          | %              | Votos          | %              | Resultados |
| Elección | Candidato      | Compañero de fórmula    | Primera vuelta | Primera vuelta | Segunda vuelta | Segunda vuelta | Resultados |
| -------- | -------------- | ----------------------- | -------------- | -------------- | -------------- | -------------- | ---------- |
| 2023     | Mohamed Muizzu | Hussain Mohamed Latheef | 101,635        | 46.06%         | 128,929        | 54.06%         | Elegido    |

### Elecciones parlametarias
| Elección | Líder                | Votos   | Porcentaje | Escaños | +/–   |
| -------- | -------------------- | ------- | ---------- | ------- | ----- |
| 2019     | Abdul Raheem Abdulla | 13,931  | 6.63 %     | 3/87    | Nuevo |
| 2024     | Mohamed Muizzu       | 101,120 | 48.06 %    | 66/93   | 63    |